# Slaget om apornas planet
Slaget om apornas planet (originaltitel: Battle for the Planet of the Apes) är en amerikansk science fictionfilm från 1973 och den femte och sista installationen i en serie av fem filmer om Apornas planet producerade av Arthur P. Jacobs åren 1968–1973. Filmen regisserades av J. Lee Thompson och har bland annat Roddy McDowall, Claude Akins, Natalie Trundy och Lew Ayres i rollerna.
Filmen är en uppföljare till Erövringen av apornas planet (1972).

## Rollista
| Roddy McDowall | – Caesar   |
| Claude Akins   | – Aldo     |
| Natalie Trundy | – Lisa     |
| Severn Darden  | – Kolp     |
| Lew Ayres      | – Mandemus |
| Paul Williams  | – Virgil   |